# Duttaphrynus olivaceus
Duttaphrynus olivaceus is een kikker uit de familie padden of Bufonidae. De soort werd voor het eerst wetenschappelijk beschreven door William Thomas Blanford in 1874. Oorspronkelijk werd de wetenschappelijke naam Bufo olivaceus gebruikt. De soortaanduiding olivaceus betekent vrij vertaald 'olijfachtig' en verwijst naar de groengrijze lichaamskleur.

## Uiterlijke kenmerken
Deze pad wordt ongeveer zeven centimeter lang en is herkennen aan de gladde huid, groenige rug, witte buik en de donkere vlekken op de poten. Verreweg de meeste paddensoorten hebben een tekening of wratten op de rug die bij deze soort ontbreken. Het trommelvlies of tympanum is duidelijk zichtbaar en is donkergroen gekleurd. Verder heeft deze soort een horizontale pupil en een ander specifiek kenmerk is dat de eerste vinger van iedere voorpoot langer is dan de tweede, dat is meestal andersom bij de vertegenwoordigers van de padden.

## Verspreiding en habitat
Duttaphrynus olivaceus komt voor in delen van Azië en leeft in de landen Iran en Pakistan. De soort heeft zich aangepast aan relatief droge omstandigheden, maar blijft altijd in de buurt van oppervlaktewater. De habitat bestaat uit de oevers van meren en rivieren, maar de kikker kan het ook uitstekend vinden in door de mens gecreëerde landschappen. Voorbeelden zijn akker- en tuinbouwgebieden die goed worden bewaterd en op het licht van de mensen komen vele insecten af die door de pad gegeten worden.

## Algemeen
De kikker ondervindt ook schade van de aanwezigheid van de mens; zo wordt in andere gebieden juist water onttrokken voor de irrigatie waardoor de biotoop uitdroogt. Daarnaast hebben het gebruik van pesticiden en meststoffen en andere milieuvervuiling ervoor gezorgd dat het niet overal goed gaat met deze soort. Op het menu staan vooral insecten zoals muggen en nachtvlinders.